# Montel Jackson
Montel Samuel Jackson (Milwaukee, Wisconsin; 24 de abril de 1992) es un artista marcial mixto estadounidense que actualmente compite en la división de peso gallo de la UFC. Desde el 22 de julio de 2025 se encuentra en la posición #15 del ranking de peso gallo de UFC.

## Antecedentes
Jackson empezó a entrenar en lucha libre en el instituto para alejarse de la vida en la calle, ya que la mayoría de sus amigos acababan en la cárcel o muertos. Con buenos resultados en la lucha, Jackson se fijó como objetivo ser luchador olímpico; sin embargo, optó por quedarse a cuidar de sus abuelos enfermos y rechazó la oportunidad de luchar en la universidad. Jackson participó en un combate de lucha por invitación, el Team USA contra el Team Japan, y empezó a entrenar en el centro de entrenamiento olímpico de Marquette, Michigan. Su sueño de convertirse en luchador olímpico no se materializaría, ya que en febrero de 2013, los miembros del Comité Olímpico Internacional (COI) votaron para eliminar la lucha libre del programa olímpico. Durante este tiempo, uno de sus amigos, Devondrick Bankston, se estaba preparando para una pelea contra Raufeon Stots, y le pidió que le ayudara en los ejercicios de lucha en el gimnasio Red Schafer MMA. En el gimnasio conoció a Gato, un puertorriqueño, que consiguió convencerle para que compitiera en un torneo de jiu-jitsu brasileño sin instrucciones de clase reales. Finalmente, Jackson renunció a su sueño olímpico y se pasó a las artes marciales mixtas.

## Carrera en las artes marciales mixtas

### Carrera temprana
Jackson comenzó su carrera profesional de MMA desde 2017 y luchó principalmente en el circuito regional del Noroeste del Pacífico de Estados Unidos. Acumuló un récord de 6-0 antes de ser firmado por UFC.

### Dana White's Tuesday Night Contender Series
Jackson se enfrentó a Rico DiSciullo el 12 de junio de 2018 en el Dana White's Contender Series 9. Ganó el combate por nocaut técnico en el tercer asalto.

### Ultimate Fighting Championship
Dos meses después de la victoria sobre DiSciullo, Jackson hizo su debut promocional con 11 días de antelación, sustituyendo a Benito López, el 4 de agosto de 2018 contra Ricky Simón en UFC 227. Perdió el combate por decisión unánime.
Jackson estaba originalmente programado para enfrentarse a Brian Kelleher el 3 de noviembre de 2018 en UFC 230, en sustitución del lesionado Domingo Pilarte. En el pesaje, Kelleher pesó 137 libras, 1 libra por encima del límite de la pelea de peso gallo de 136.  Se le impuso una multa del 20% de su bolsa, que fue a parar a Jackson. El 3 de noviembre, se informó de que Kelleher se retiró del combate por enfermedad y, por tanto, se canceló el combate. El emparejamiento quedó intacto y se reprogramó para el 29 de diciembre de 2018 en UFC 232. En el pesaje, Jackson pesó 137 libras, 1 libra por encima del límite de peso gallo de 136 libras. Jackson fue multado con el 20 por ciento de su bolsa a Kelleher y el combate continuó con el peso acordado. Jackson ganó el combate por sumisión en el primer asalto.
Jackson se enfrentó a Andre Soukhamthath el 13 de abril de 2019 en UFC 236. Ganó el combate por decisión unánime.
Jackson se enfrentó a Felipe Colares el 25 de enero de 2020 en UFC Fight Night: Blaydes vs. dos Santos. Ganó el combate por decisión unánime.
Jackson se enfrentó a Brett Johns el 19 de julio de 2020 en UFC Fight Night: Figueiredo vs. Benavidez 2. A pesar de derribar a Johns en el primer asalto, Jackson perdió el combate por decisión unánime.
Jackson se enfrentó a Jesse Strader el 20 de marzo de 2021 en UFC on ESPN: Brunson vs. Holland. En el pesaje, Strader pesó 137.5 libras, una libra y media por encima del límite de la pelea de peso gallo sin título. El combate se desarrolló con un peso acordado y Strader fue multado con el 20% de su bolsa individual, que fue a parar a manos de su oponente Jackson. Tras derribar a Strader en dos ocasiones, Jackson ganó el combate por TKO en el primer asalto.
Jackson tenía previsto enfrentarse a Danaa Batgerel el 18 de septiembre de 2021 en UFC Fight Night: Smith vs. Spann. Sin embargo, Batgerel fue retirado del evento por problemas de visa y fue sustituido por JP Buys. Jackson ganó el combate por decisión unánime.
Jackson estaba programado para enfrentarse a Danaa Batgerel el 26 de marzo de 2022 en UFC Fight Night 205. Sin embargo, Jackson tuvo que retirarse de la pelea y fue reemplazado por Chris Gutiérrez.
Jackson se enfrentó a Julio Arce el 12 de noviembre de 2022 en UFC 281. Ganó la pelea por decisión unánime.
Jackson se enfrentó a Rani Yahya el 22 de abril de 2023 en UFC Fight Night 222. Ganó la pelea por nocaut en el primer asalto. Esta actuación le valió a Jackson su primer premio a la Actuación de la Noche.
Jackson estaba programado para enfrentar a Chris Gutiérrez el 7 de octubre de 2023 en UFC Fight Night 229. Sin embargo, Jackson se retiró de la pelea por razones no reveladas y fue reemplazado por Alateng Heili con cuatro días de anticipación.
Jackson estaba programado para enfrentar a Said Nurmagomedov el 22 de junio de 2024 en UFC on ABC 6. Sin embargo, Nurmagomedov se retiró de la pelea por razones desconocidas y fue reemplazado por Farid Basharat. Al mes siguiente, se informó que Basharat no pudo competir debido a una lesión, por lo que la pelea fue cancelada.
Jackson enfrentó a Da'Mon Blackshear el 13 de julio de 2024 en UFC on ESPN 59. Ganó la pelea por KO a los 18 segundos del primer asalto. Esta pelea lo hizo merecedor de su segundo premio a la Actuación de la Noche.

## Campeonatos y logros
- Ultimate Fighting Championship
  - Actuación de la Noche (dos veces) vs. Rani Yahya y Da'Mon Blackshear[40][49]
  - La mayor cantidad de derribos en la historia de la división de peso gallo de UFC (11)[50]
    - Empatado (Chuck Liddell, Quinton Jackson, Josh Emmett y Cody Garbrandt) en la mayor cantidad de peleas consecutivas con derribo en la historia de UFC (7)
    - La mayor cantidad de derribos se produjeron en una pelea de peso gallo de UFC (4) vs. JP Buys[51]
    - Segundo mayor número de derribos cada 15 minutos en la historia de la división de peso gallo de UFC (1,69)[50]

  - La segunda menor cantidad de golpes absorbidos por minuto en la historia de la división de peso gallo de UFC (1,38)[51]
  - El porcentaje de precisión de derribo más alto en la historia de la división de peso gallo de UFC (56,2 %)[51]
  - Cuarto porcentaje de golpe significativo más alto en la historia de la división de peso gallo de UFC (1,69)[50]
  - Segundo nocaut/finalización más rápido en la historia de la división de peso gallo de UFC (0:18) (vs. Da'Mon Blackshear)[52]

## Récord en artes marciales mixtas
| Resultado | Récord | Oponente           | Método                             | Evento                                      | Fecha                    | Ronda | Tiempo | Localización                     | Notas                                                                  |
| --------- | ------ | ------------------ | ---------------------------------- | ------------------------------------------- | ------------------------ | ----- | ------ | -------------------------------- | ---------------------------------------------------------------------- |
| Victoria  | 14-2   | Da'Mon Blackshear  | KO (puñetazo)                      | UFC on ESPN: Namajunas vs. Cortez           | 13 de julio de 2024      | 1     | 0:18   | Denver, Colorado                 | Actuación de la Noche.                                                 |
| Victoria  | 13-2   | Rani Yahya         | KO (golpes)                        | UFC Fight Night: Pavlovich vs. Blaydes      | 22 de abril de 2023      | 1     | 3:42   | Las Vegas, Nevada                | Actuación de la Noche.                                                 |
| Victoria  | 12-2   | Julio Arce         | Decisión (unánime)                 | UFC 281                                     | 12 de noviembre de 2022  | 3     | 5:00   | Ciudad de Nueva York, Nueva York |                                                                        |
| Victoria  | 11-2   | JP Buys            | Decisión (unánime)                 | UFC Fight Night: Smith vs. Spann            | 18 de septiembre de 2021 | 3     | 5:00   | Las Vegas, Nevada                |                                                                        |
| Victoria  | 10-2   | Jesse Strader      | TKO (puñetazos)                    | UFC on ESPN: Brunson vs. Holland            | 20 de marzo de 2021      | 1     | 1:58   | Las Vegas, Nevada                | Combate de peso acordado (137.5 libras); Strader no alcanzó el peso.   |
| Derrota   | 9-2    | Brett Johns        | Decisión (unánime)                 | UFC Fight Night: Figueiredo vs. Benavidez 2 | 19 de julio de 2020      | 3     | 5:00   | Abu Dhabi                        |                                                                        |
| Victoria  | 9-1    | Felipe Colares     | Decisión (unánime)                 | UFC Fight Night: Blaydes vs. dos Santos     | 25 de enero de 2020      | 3     | 5:00   | Raleigh, Carolina del Norte      |                                                                        |
| Victoria  | 8-1    | Andre Soukhamthath | Decisión (unánime)                 | UFC 236                                     | 13 de abril de 2019      | 3     | 5:00   | Atlanta, Georgia                 |                                                                        |
| Victoria  | 7-1    | Brian Kelleher     | Sumisión (estrangulamiento D'Arce) | UFC 232                                     | 29 de diciembre de 2018  | 1     | 1:40   | Inglewood, California            | Combate de peso acordado (137 libras); Jackson no cumplió con el peso. |
| Derrota   | 6-1    | Ricky Simón        | Decisión (unánime)                 | UFC 227                                     | 4 de agosto de 2018      | 3     | 5:00   | Los Ángeles, California          |                                                                        |
| Victoria  | 6-0    | Rico DiSciullo     | TKO (rodillazo y puñetazos)        | Dana White's Contender Series 9             | 12 de junio de 2018      | 3     | 2:15   | Las Vegas, Nevada                |                                                                        |
| Victoria  | 5-0    | Daron McCant       | KO (codazos)                       | Driller Promotions: A-Town Throwdown 13     | 10 de marzo de 2018      | 1     | 0:57   | Austin, Minnesota                |                                                                        |
| Victoria  | 4-0    | Jesse Wannemacher  | TKO (parada médica)                | Driller Promotions: No Mercy 7              | 7 de febrero de 2018     | 2     | 3:16   | Mahnomen, Minnesota              |                                                                        |
| Victoria  | 3-0    | Terrence Almond    | Decisión (unánime)                 | KOTC: Mercenaries 2                         | 13 de enero de 2018      | 3     | 5:00   | Sloan, Iowa                      | Debut en el peso gallo.                                                |
| Victoria  | 2-0    | Sean Huffman       | TKO (puñetazos)                    | Pure FC: Pure Fight Night 1                 | 11 de agosto de 2017     | 1     | 1:08   | Milwaukee, Wisconsin             | Debut en el peso ligero.                                               |
| Victoria  | 1-0    | Josh Wiseman       | TKO (puñetazos)                    | Pure FC 7                                   | 24 de junio de 2017      | 1     | 1:44   | Milwaukee, Wisconsin             | Debut en el peso pluma.                                                |